# 2-アセチルチオフェン
2-アセチルチオフェン（英：2-Acetylthiophene）は示性式CH3C(O)C4H3Sの有機硫黄化合物である。
黄色液体で、アセチルチオフェンの2つの異性体の1つであり、もう一方より有用である。チオフェン-2-カルボン酸とチオフェン-2-酢酸の前駆体として商業的に注目されている 。チオフェンと塩化アセチルを塩化スズ(IV)の存在下で反応させることにより生成される。